# Johannes Pincier (Mediziner)

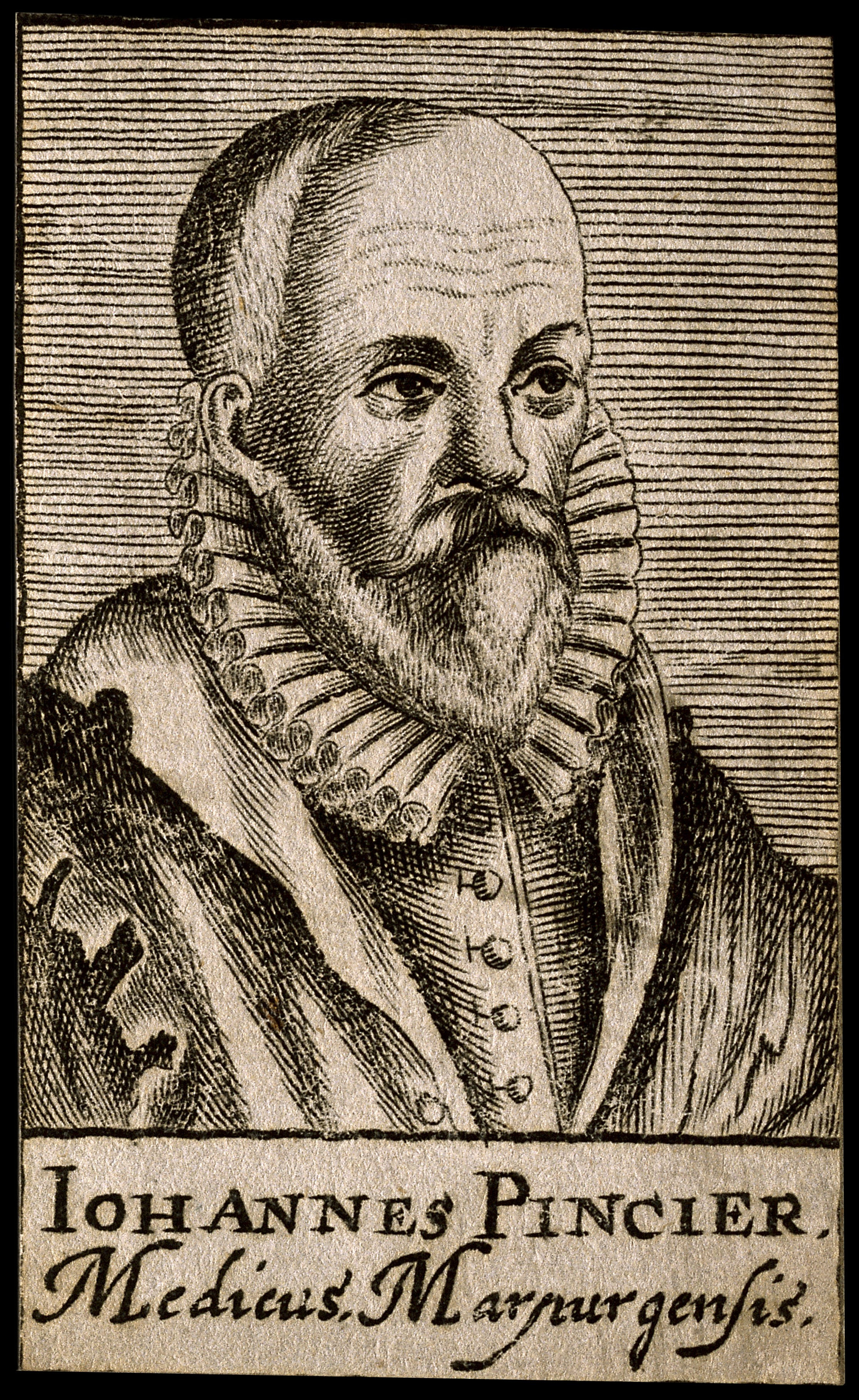
Porträt von 1688

Johannes Pincier (auch Johann Pincier; * 1556 in Wetter; † 6. März 1624 in Marburg) war ein deutscher Mediziner, Physiker und Hochschullehrer.

## Leben
Pincier war Sohn des Gelehrten Theophil Pincier. Er absolvierte die Schule von Wetter und widmete sich dam dem Studium an der Universität Marburg und der Universität Heidelberg. Der junge Arzt war in der Zeit von 1577 bis 1581 in Polen tätig. 1581 kehrte er kurzzeitig in seine Heimat zurück, bevor er sich bis 1582 in Italien aufhielt. Auf seiner Reise dorthin lernte er noch in den deutschen Ländern Erasmus Neustetter genannt Stürmer, Joachim Camerarius sowie Thomas Schweicker kennen. Auf der Rückreise von Italien erfolgte 1582 seine Promotion zum Doktor der Medizin an der Universität Basel. Anschließend wirkte er als Arzt in Marburg.
Pincier erhielt zum 1. Juli 1584 einen Ruf als Professor der Physik an die neugegründete Hohe Schule Herborn. Zugleich wurde er von Graf Johann VI. zum 1584 Nassau-Dillenburgischer Leibarzt ernannt. Daneben wurde er auch Solms-Braunfelsischer Leibarzt. 1591, 1594 sowie 1603/1604 amtierte er als Rektor der Herborner Hochschule. Um 1607 soll er nach Marburg gezogen sein.
Pincier folgte 1619 einem Ruf als Professor der Physik an die Marburger Universität, wo er bis zu seinem Tod wirkte. Für seine Schrift Otium Marpurgense erhielt er von Herzog Johann Adolf von Schleswig-Holstein-Gottorf eine goldene Kette verliehen.
Pincier soll mit Es lehrt die Schrift, daß ein Gott sey, Fügt euch herzu ihr Christenleut sowie Was Gottes Wort uns thut verkünden drei Kirchenlieder zum Herbronner Gesangbuch von 1611 beigetragen haben.

## Werke (Auswahl)
- Catechesis Religionis Christianae, Quae Traditur In Ecclesiis Et Scholis Electoralis Palatinatus. Corvin, Siegen 1597.
- Ænigmatvm Libri Tres, cum solutionibus; In Quibus res memoratu dignæ continentur. Adjecto insuper Indice rerum copioso. Corvin, Herborn 1605.
- Otium Marpurgense, In Sex Libros Digestum: Quibus fabrica corporis humani, insertis passim disputationibus, historiis & fabulis ad rem pertinentibus, facili ac perspicus carmine describitur. Herborn 1614.
- Parerga Otii Marpurgensis philologica. Corvin, Herborn 1617.
- Naturalis Scientiæ In Inclytam Marpurgensi Academia Studiosis Salutem ... Hutwelcker, Marburg 1619.